# Hữu Khuông
Hữu Khuông là một xã thuộc tỉnh Nghệ An, Việt Nam.

## Địa lý
Xã Hữu Khuông có vị trí địa lý:
- Phía Đông giáp xã Yên Na và xã Mường Quàng;
- Phía Nam giáp xã Yên Na;
- Phía Tây giáp xã Lượng Minh và xã Nhôn Mai;
- Phía Bắc giáp xã Nga My và xã Tri Lễ.

Xã Hữu Khuông có diện tích tự nhiên 263,79 km².

## Hành chính và tên gọi
Theo Dự thảo Đề án sắp xếp đơn vị hành chính cấp xã tỉnh Nghệ An, xã này là xã Tương Dương 8.
Xã Hữu Khuông được giữ nguyên diện tích tự nhiên: 263,79 km², quy mô dân số: 2.939 người.